# Diego Colón de Toledo
Diego Colón de Toledo (zm. 28 stycznia 1578) – hiszpański admirał Indii, syn Cristóbala Colón de Toledo, prawnuk Krzysztofa Kolumba.
Ożenił się ok. 1550 roku ze swoją kuzynką Felipą Colón de Toledo. Zmarł bezpotomnie.